# كرسول أبيض
كرسول أبيض[بحاجة لمصدر] (الاسم العلمي:Crassula alba) هو نوع من النباتات يتبع جنس الكرسول من الفصيلة الكرسولية.